# Teofil Morawski
Teofil Morawski herbu Korab (ur. 23 kwietnia 1793 w Piwonicach, zm. 12 stycznia 1854 w Ociążu) – polski ziemianin, polityk, członek stronnictwa kaliszan, poseł z powiatu kaliskiego na sejm 1830 roku.

## Życiorys
Urodził się w majątku matki Teresy z Podczaskich w Piwonicach koło Kalisza, mieszkał jednak od urodzenia w Mikołajewicach n. Wartą. Jego bratem był Teodor Morawski. Uczęszczał do szkół we Wrocławiu i w Warszawie, następnie studiował na wydziale prawa Uniwersytetu Warszawskiego. 
Na arenę polityczną wkroczył w 1820 r., kiedy wybrano go do Rady Obywatelskiej Województwa Kaliskiego. Był ściśle powiązany z parlamentarną grupą opozycyjną Kaliszan. Wyróżniał się aktywną obroną przywódcy tej grupy Wincentego Niemojowskiego przed szykanami policji wielkiego ks. Konstantego. W 1826 r. uzyskał mandat do sejm z pow. kaliskiego. Był zwolennikiem dobrowolnego oczynszowania chłopów. 
W okresie  powstania listopadowego był zwolennikiem walki zbrojnej z Rosją. 20 grudnia 1830 złożył w sejmie wniosek o powołanie naczelnika narodu posiadającego pełnię władzy cywilnej i wojskowej. Zwalczał niefortunną dyktaturę  gen. Józefa Chłopickiego. Lansował projekt powołania odpowiedzialnej przez sejmem Rady Ministrów. 
Wybrany do 5-osobowego Rządu Narodowego Królestwa Polskiego odpowiadał w nim za sprawy skarbowe. Popierał na stanowisko wodza powstania gen. Ignacego Prądzyńskiego. Po słynnych samosądach dokonanych 15 sierpnia 1831 w Warszawie podał się do dymisji. W czasie szturmu Warszawy przez Rosjan w dniach 6 i 7 września 1831 r. domagał się uzbrojenia Straży Bezpieczeństwa. 
Po przegranej emigrował, był członkiem sejmu powstańczego na emigracji. Dzięki koneksjom żony Leokadii ze Szczanieckich osiedlił się w  Wielkim Księstwie Poznańskim. W 1834 roku skazany przez władze rosyjskie na ścięcie za udział w powstaniu listopadowym. Majątek w Mikołajewicach Rosjanie skonfiskowali. Nabył od teścia Zakrzewo i Żołędniki, które sprzedał w 1840 r. i kupił majątek Ociąż koło Nowych Skalmierzyc. Tam zmarł 12 stycznia 1854.

## Literatura
- Zajewski W., Morawski Teofil, [w:] Polski Słownik Biograficzny, t.XXI/4, z. 91, 1976, s.751-52,
- Ruszkowski A., Teofil Morawski (1793-1854) - powstańczy minister Rządu Narodowego z Mikołajewic k. Warty, [w:] "Na sieradzkich szlakach" nr3/51/1998/XIII, s. 44-45 (zdjęcia).